# Luis Eduardo Cortés Muñoz
Luis Eduardo Cortés Muñoz (Madrid, 7 de abril de 1943) es un político español del Partido Popular.

## Biografía
Nació el 7 de abril de 1943 en Madrid.
Licenciado en Derecho por la Universidad de Valladolid, está casado y tiene dos hijos. Es gemólogo por la Universidad Autónoma de Madrid y por el Instituto Gemológico Español. Fue concejal por Unión de Centro Democrático y Alianza Popular en el Ayuntamiento de Madrid entre 1979 y 1987. En 1986 es elegido presidente de Alianza Popular de Madrid. En 1987 es diputado en la Asamblea de Madrid y senador designado por la Asamblea de Madrid.
1991-1993
En 1993 es diputado por Madrid en el Congreso de los Diputados. Con la llegada de Alberto Ruiz-Gallardón a la presidencia de la Comunidad de Madrid en 1995 es nombrado consejero de Obras Públicas, Urbanismo y Transporte, cargo que revalida en 1999 asumiendo además la vicepresidencia de la Comunidad de Madrid. Durante esos años la red de Metro de Madrid se duplicó con la incorporación de 114 nuevos kilómetros, se construyeron 101.000 nuevas viviendas protegidas  y se realojaron 2700 familias que vivían en chabolas a través del Instituto de Realojamiento e Integración Social (IRIS). A través de los Consorcios Urbanísticos con una veintena de municipios se promovió la construcción de 58.549 viviendas protegidas. Entre 1995 y 2003, el Instituto de la Vivienda de Madrid (IVIMA) construyó 14.785 viviendas, e inició otras 13.302, para personas con situación económica más desfavorable. La aprobación de nuevos planeamientos urbanísticos en 76 municipios (incluyendo Madrid capital) permitió la creación de suelo calificado para 546.000 viviendas. 60.480 viviendas fueron rehabilitadas en 35 municipios.
También se construyó, entre otras carreteras, la Autopista M.45 de peaje en la sombra. Con 37 kilómetros de trazado, fue puesta en servicio el 14 de marzo de 2002.
Vuelve como diputado en la Asamblea Regional en la V en la VI y en la VII Legislatura. Entre 2003 y 2005 repite como senador designado por la Asamblea de Madrid. Después fue Presidente de IFEMA.
En su faceta como empresario, fue propietario del Restaurante Jockey, fundado por su padre, Clodoaldo Cortés, en la década de 1940. Dicho restaurante fue famoso por haber sido el epicentro de la política y la economía española durante años.

## Cargos desempeñados
- Presidente de la Comisión Gestora de AP en Madrid (1986-1987).
- Presidente de AP de la Comunidad de Madrid (1987-1989).
- Presidente del PP de la Comunidad de Madrid (1989-1993).
- Diputado en la Asamblea de Madrid (1987-2003).
- Senador por la Comunidad de Madrid (1987-1995).
- Consejero de Obras Públicas y Transportes de la Comunidad de Madrid (1995-2003).
- Vicepresidente de la Comunidad de Madrid (1999-2003).

## Obras
La luna, el elefante y Rodrigo, Real del Catorce Editores (2007)
Congostium, Gadir (2012)